# Ligne 10 du tramway de Lyon
Pour les articles homonymes, voir Ligne 10.
La ligne 10 du tramway de Lyon, plus simplement nommée T10, est une ligne de tramway en construction de la métropole de Lyon. Cette ligne reliera les stations Gare de Vénissieux et Halle Tony Garnier en desservant les communes de Vénissieux, Saint-Fons et le 7e arrondissement de Lyon. Sa mise en service est prévue pour le premier trimestre 2027.
La ligne T10 sera connectée au réseau TER Auvergne-Rhône-Alpes à la gare de Vénissieux, aux lignes B et D du métro, aux lignes T1 et T4 du tramway ainsi qu'à plusieurs lignes de bus.

## Histoire

### Conception et concertations
Le projet de construction de cette ligne est mené dans le cadre du plan "Destination 2026" du SYTRAL qui implique une expansion importante du réseau de tramway de Lyon avec l'extension vers le nord de la ligne T6 et la construction de trois nouvelles lignes de tramway :
- T8 dans le centre de Lyon entre Bellecour et La Part-Dieu
- T9 au nord-est de l'agglomération dans les communes de Vaulx-en-Velin et Villeurbanne
- T10 au sud, entre le quartier de Gerland et les communes de Saint-Fons et Vénissieux.

Le projet de la ligne T10 est l'objet d'une concertation préalable du 23 août au 23 octobre 2021 en parallèle du projet de la ligne T9. Deux variantes sur le tracé de la ligne dans la commune de Vénissieux entre l'avenue Émile Zola et l'avenue de la République sont proposées, l'une passant par le boulevard Laurent Gérin et la rue Eugène Maréchal, l'autre passant par l'avenue de la République. C'est cette deuxième variante qui est retenue dans le bilan de cette concertation approuvé avec le tracé définitif de la ligne par le SYTRAL le 10 décembre 2021. 
Une concertation continue est ensuite organisée du 10 janvier au 31 décembre 2022. 

### Travaux
Les travaux de la ligne ont débuté en 2023 et vont durer deux ans pour s'achever en 2025.
Entre les stations Sampaix Nord et Saint-Jean-de-Dieu, la construction de la nouvelle trémie dédiée au tramway et aux modes doux sous le périphérique lyonnais requiert la fermeture complète de ce dernier du 12 au 17 août 2024 entre la porte de Gerland et la porte de Parilly. L'opération consiste à creuser dans le sol du périphérique pour y déplacer un ouvrage préconstruit en béton armé de 4100 tonnes depuis le bord du périphérique. Les travaux sont annoncés comme devant durer 149 heures du 12 au 18 août 2024 mais se terminent finalement 20 heures plus tôt, permettant au périphérique de rouvrir dès le 17 août 2024.

### Mise en service
La mise en service de la ligne devrait avoir lieu au cours de l'année 2027.

## Tracé et stations

### Tracé
Le tracé de la ligne T10 débute à la gare de Vénissieux dont la station accueillant déjà la ligne T4 sera réaménagée pour permettre des correspondances de la ligne T10 avec les lignes D du métro, T4 et les TER Auvergne-Rhône-Alpes desservant la gare SNCF. T10 prendra ensuite la direction du sud en suivant les installations du T4 avant de s'en détacher en tournant vers l'ouest pour s'engager sur l'avenue Émile Zola qui sera desservie par une station. Elle rejoindra et desservira ensuite l'avenue Jean Jaurès de Vénissieux en allant vers le nord puis l'avenue de la République en direction de l'ouest pour entrer dans le territoire de la commune de Saint-Fons.
La nouvelle ligne desservira le centre de Saint-Fons en effectuant deux arrêts, Théâtre Jean-Marais et 4 Chemins, mais ne desservira pas directement la Gare de Saint-Fons située plus au sud du tracé. T10 quittera ensuite le centre de Saint-Fons pour prendre la direction du nord et desservir la zone industrielle Sampaix avant de passer sous le périphérique lyonnais puis d'entrer dans le 7e arrondissement de Lyon où elle desservira le parc TechSud puis le Port Édouard-Herriot situés jusqu'à alors à l'écart des lignes de tramway et de métro.
La ligne T10 croisera ensuite la ligne B du métro et sera en correspondance avec celle-ci à la station Stade de Gerland. T10 continuera ensuite de desservir le quartier de Gerland avec un arrêt à la Cité scolaire internationale avant d'effectuer son terminus à la Halle Tony Garnier. Le terminus de T10 se fera sur une nouvelle station située à l'ouest de la Halle Tony-Garnier, à proximité de celle déjà existante de la ligne T1 avec laquelle T10 sera ainsi en correspondance à ce terminus.
La ligne T10 sera ainsi longue de 7,8 kilomètres et desservira 14 stations. Son temps de parcours est estimé à environ 24 minutes. 

### Liste des stations
|  |   |  | Station                      | Communes desservies | Correspondances            |
|  | - |  | ---------------------------- | ------------------- | -------------------------- |
|  | ■ |  | Gare de Vénissieux           | Vénissieux          | , TER Auvergne-Rhône-Alpes |
|  | • |  | Émile Zola                   | Vénissieux          |                            |
|  | • |  | Jean Jaurès                  | Vénissieux          |                            |
|  | • |  | Les Marronniers              | Vénissieux          |                            |
|  | • |  | République                   | Vénissieux          |                            |
|  | • |  | Théâtre Jean Marais          | Saint-Fons          |                            |
|  | • |  | 4 Chemins                    | Saint-Fons          |                            |
|  | • |  | Sampaix Nord                 | Saint-Fons          |                            |
|  | • |  | Saint-Jean-de-Dieu           | Lyon 7e             |                            |
|  | • |  | Jules Carteret               | Lyon 7e             |                            |
|  | • |  | Port Édouard-Herriot         | Lyon 7e             |                            |
|  | • |  | Stade de Gerland – Le LOU    | Lyon 7e             | ,                          |
|  | • |  | Cité Scolaire Internationale | Lyon 7e             |                            |
|  | ■ |  | Halle Tony Garnier           | Lyon 7e             | ,                          |